# Denis Horgan
Denis Horgan (Clonmeen, Cork, Irlanda, 18 de maig de 1871 – Crookstown, Cork, 2 de juny de 1922) va ser un atleta irlandès que va destacar en llançament de pes a cavall del segle xix i el segle xx.
El 1906 establí un nou rècord del món en llançament de pes de 28 lliures, amb una distància de 35 peus i 4,5 polzades.
El 1908 va prendre part en els Jocs Olímpics de Londres, on guanyà la medalla de plata en el llançament de pes.
Durant la seva carrera esportiva guanyà nombrosos campionats nacionals, destacant 17 campionats irlandesos, 13 campionats anglesos i un estatunidenc.